# 事发之室：白宫回忆录
《事发之室：白宫回忆录》（英語：The Room Where It Happened: A White House Memoir）由美国前总统国家安全事务助理约翰·博尔顿据其在白宫任职期间经历所写，2020年6月23日出版。
该书意图披露美国总统唐纳德·特朗普的对外政策。不过2020年6月16日，特朗普政府的美國司法部以波頓违反在白宫任职期间签署的保密协议为由，正式起诉博尔顿。6月20日，美国哥伦比亚特区联邦地区法院法官罗伊斯·兰博斯（Royce Lamberth）裁定，此书可以发行。

## 作者观点
根據美國媒體的披露，波頓在書中提到，特朗普曾请求中国共产党总书记习近平助其连任、認同對穆斯林建造新疆再教育營、想連任超過兩屆（违反美國憲法第二十二修正案）、誤認芬蘭是俄羅斯的一部分、對香港反修例運動和六四天安門事件的本質漠不關心。并指台灣問題就像「消化不良」的問題，可能是在庫德族後下一個被背棄的籌碼等。

## 出版发行
据美国有线电视新闻网称，白宫于2020年1月23日发出正式聲明，阻止博尔顿出版此书。博尔顿和发行商西蒙與舒斯特均未回应該请求。